# OSS/BSS
OSS/BSS, en telecomunicaciones, significa sistemas de soporte a las operaciones/sistemas de soporte al negocio. Los proveedores de servicio de telecomunicaciones emplean conjuntamente ambos sistemas en una amplia gama de servicios de telecomunicación.

## Historia
Antes los OSS y los BSS eran entidades más claramente diferenciadas, pero el término OSS/BSS (a veces BSS/OSS) lleva usándose desde 2008 por lo menos
. Por ejemplo, la interfaz entre el BSS captando una orden y el OSS cumpliéndola podría ser bastante sencilla.
Ahora, como se ofrecen productos mucho más complejos y diferenciados, se necesita mucha más coordinación entre ambos (OSS y BSS), por ejemplo procesar una orden puede requerir información sobre los servicios que tiene ya el cliente, la red que se está utilizando y los recursos actualmente disponibles.

## Uso en VoIP y comunicaciones unificadas
En este campo, los proveedores de servicio contemplan aún más requisitos para un sistema OSS/BSS integrado.
Ejemplo de ello sería el comercio electrónico, la autogestión, la información en tiempo real, la prevención del fraude…